# Gare de Pont-de-Claix
Gare de Pont-de-Claix vasútállomás Franciaországban, Le Pont-de-Claix településen.

## Vasútvonalak
Az állomást az alábbi vasútvonalak érintik:
- Lyon-Perrache-Grenoble-Marseille-vasútvonal

## Kapcsolódó állomások
A vasútállomáshoz az alábbi állomások vannak a legközelebb:
- Gare de Grenoble
- Gare de Jarrie - Vizille